# Alpen-Binse
Die Alpen-Binse (Juncus alpinoarticulatus, Synonym: Juncus alpinus), auch Gebirgs-Binse genannt, ist eine Pflanzenart aus der Gattung der Binsen (Juncus) innerhalb der Familie der Binsengewächse (Juncaceae).

## Beschreibung

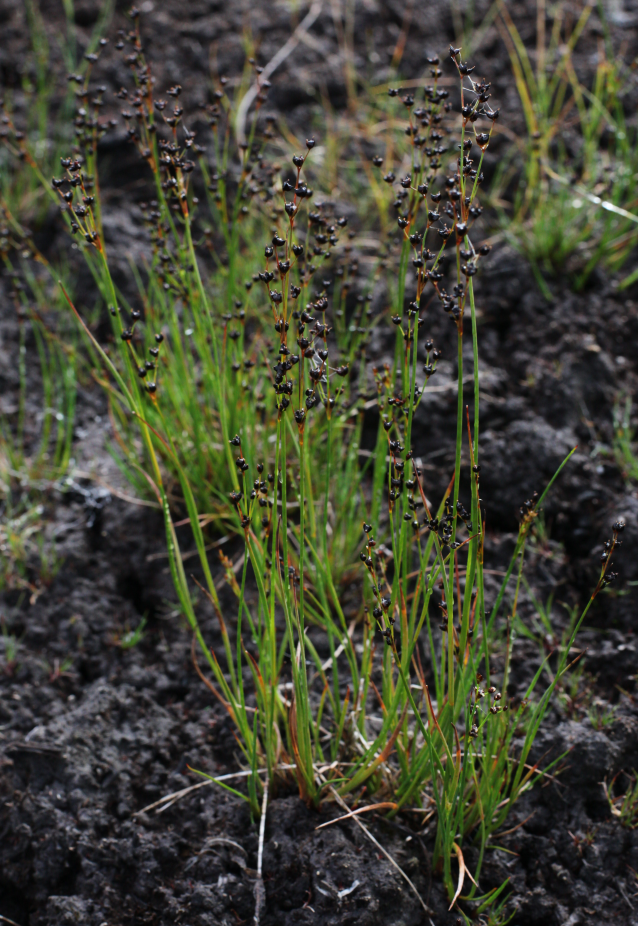
Habitus

### Vegetative Merkmale
Die Alpen-Binse ist eine ausdauernde, krautige Pflanze uns erreicht Wuchshöhen von 10 bis 70, selten von 5 bis 80 Zentimetern. Mit einem kurzen, horizontal kriechenden Rhizom bildet die Alpen-Binse lockere Rasen. Die Pflanzenteile sind lebhaft grün gefärbt. Die blütentragenden Stängel sind glatt und stielrund oder leicht abgeflacht. Am Grund haben sie keine bis einw rötliche bis rot-braune, spreitenlose Blattscheiden und meist drei (zwei bis fünf) Stängelblätter. Sterile Triebe sind am Grund beblättert. Die Blattspreiten sind annähernd stielrund, derb, am Grund oberseits tief gefurcht; es sind Querwände und es ist nur ein Öhrchen vorhanden. Die oberen Blattscheiden tragen zwei kurze, gestutzte Öhrchen. Die basalen Blattscheiden sind rötlich bis rot-braun.

### Generative Merkmale
Die Blütezeit reicht von Juni bis August. Der endständige Blütenstand ist eine verzweigte, aus 25 bis 50 Köpfen bestehende Spirre; deren Äste stehen aufrecht orientiert, selten zurückgebogen. Das unterste Hüllblatt ist deutlich kürzer als die Spirre. Drei bis sechs Blüten stehen in 3 bis 4 Millimeter breiten Köpfchen zusammen und besitzen keine Vorblätter. Die Blütenhüllblätter sind bei einer Länge von 2 bis 2,5 Millimetern gleich oder ungleich lang und eiförmig mit stumpfem oberen Ende. Die äußeren Blütenhüllblätter tragen unterhalb der Spitze meist eine Stachelspitze und sind rot- bis dunkel-braun bis fast schwarz. Die inneren sind stumpf, haben einen deutlichen Hautrand und sind kürzer als die Frucht. Die sechs Staubblätter sind etwa halb bis zwei Drittel so lang wie die Blütenhüllblätter. Die Staubbeutel sind mit einer Länge von 0,4 bis 0,7 Millimetern halb bis zwei Drittel so lang wie die Staubfäden.
Die einfächerige Kapselfrucht ist gleich lang wie oder etwas länger als die Blütenhüllblätter, ist dreikantig-eiförmig, trägt eine kurze Stachelspitze ist rot- bis schwarz-braun, an der Spitze schwarzglänzend. Die durchscheinend-rotbraunen Samen sind 0,5 bis 0,6 Millimeter lang und haben eine netzige Oberfläche.
Die Chromosomenzahl beträgt 2n = 40.

## Ökologie
Es findet überwiegend Selbstbestäubung statt.

## Standortbedingungen in Mitteleuropa
Die Alpen-Binse wächst in Flach- oder Quellmooren, auf feuchten Matten, nassen Wiesen und in Gräben. Sie bevorzugt nasse, mäßig nährstoffreiche, meist kalkhaltige Schlamm- und sandige Schwemmböden. Sie kommt von der collinen bis in die subalpine, selten auch in der alpinen Höhenstufe vor. Sie kommt in den Alpen vorwiegend auf Moorstandorten bis etwa 2000 Meter vor. In den Alpen steigt sie am Fimberpass und am Stilfser Joch bis 2500 Meter auf; in den Allgäuer Alpen steigt sie am Haldenwanger Eck in Bayern bis zu einer Höhenlage von 1900 Metern auf.
Die ökologischen Zeigerwerte nach Landolt et al. 2010 sind in der Schweiz: Feuchtezahl F = 4+w (nass aber mäßig wechselnd), Lichtzahl L = 4 (hell), Reaktionszahl R = 4 (neutral bis basisch), Temperaturzahl T = 3+ (unter-montan und ober-kollin), Nährstoffzahl N = 2 (nährstoffarm), Kontinentalitätszahl K = 3 (subozeanisch bis subkontinental), Salztoleranz 1 (tolerant).
Pflanzensoziologisch ist sie eine Charakterart der Assoziation des Juncetum alpini Phil. 60 (Verband Caricion bicolori-atrofuscae), sie kommt aber auch in Pflanzengesellschaften der Verbände Caricion lasiocarpae, Caricion fuscae oder Agropyro-Rumicion vor.

## Systematik und Verbreitung

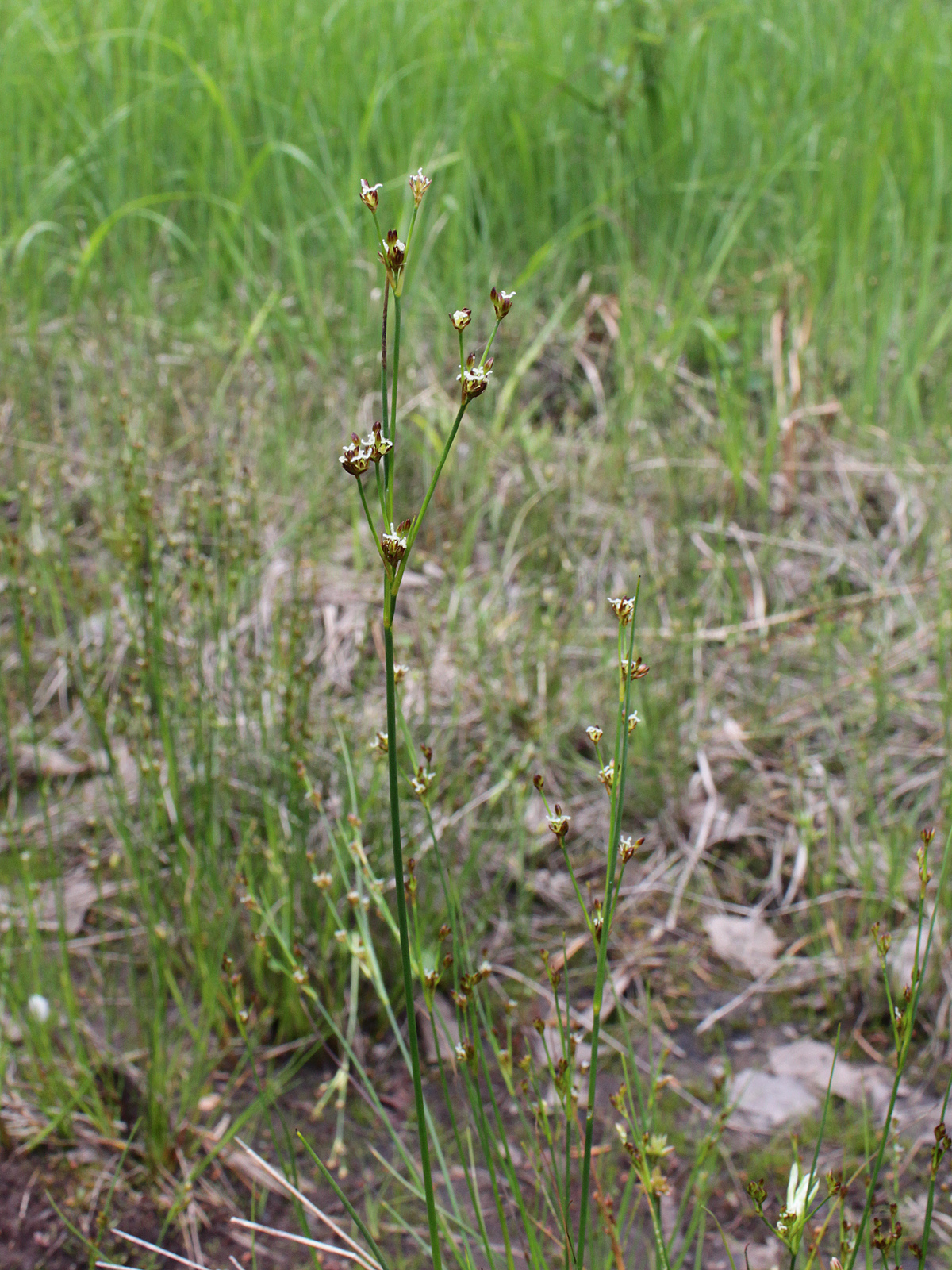
Juncus alpinoarticulatus subsp. rariflorus in Finnland

Die Erstveröffentlichung von Juncus alpinoarticulatus erfolgte 1785 durch Dominique Chaix in Plantae Vapincenses, Seite 74. Synonyme für Juncus alpinoarticulatus Chaix sind: Juncus alpinus Vill. nom. superfl., Juncus alpinus subsp. mucroniflorus (Clairv.) Lindm., Juncus fuscoater var. minor Spenn., Juncus acutiflorus var. alpinus Gaudin, Juncus mucroniflorus Clairv. nom. superfl., Juncus ustulatus var. alpinus (Vill.) Gaudin.
Die Alpen-Binse ist in den gemäßigten Gebieten der nördlichen Nordhalbkugel weitverbreitet. Sie kommt in Eurasien, Nordamerika, Grönland und in Marokko vor. In Europa fehlt sie nur in den Ländern Portugal, Irland, im früheren Jugoslawien und in Moldau. Sie ist in Mitteleuropa südlich der Donau und im Oberrheingebiet verbreitet, nördlich davon selten bis zerstreut. In Schleswig-Holstein ist sie ausgestorben oder verschollen.
Je nach Autor gibt es etwa sechs Unterarten:
- Juncus alpinoarticulatus subsp. alpestris (Hartm.) Hämet-Ahti: Sie kommt von Island über Nord- bis Nordosteuropa vor.[7]
- Juncus alpinoarticulatus Chaix subsp. alpinoarticulatus (Syn.: Juncus fuscoater Schreb.): Sie kommt von Europa bis zum Kaukasusraum und in Marokko vor.[7]
- Juncus alpinoarticulatus subsp. americanus (Farw.) Hämet-Ahti: Sie kommt in Russlands Fernem Osten und vom subarktischen Nordamerika bis in die zentralen Vereinigten Staaten vor.[7]
- Juncus alpinoarticulatus subsp. fischerianus (Turcz. ex V.I.Krecz.) Hämet-Ahti: Sie kommt von Nordosteuropa bis in Russlands Fernem Osten und in der chinesischen Provinz Hebei vor.[7]
- Juncus alpinoarticulatus subsp. fuscescens (Fernald) Hämet-Ahti: Sie kommt von den nördlichen bis zu zentralen Vereinigten Staaten vor.[7]
- Juncus alpinoarticulatus subsp. rariflorus (Hartm.) Holub: Sie kommt von Nordeuropa bis Sibirien vor.[7]